# نقد ادبی مارکسیستی

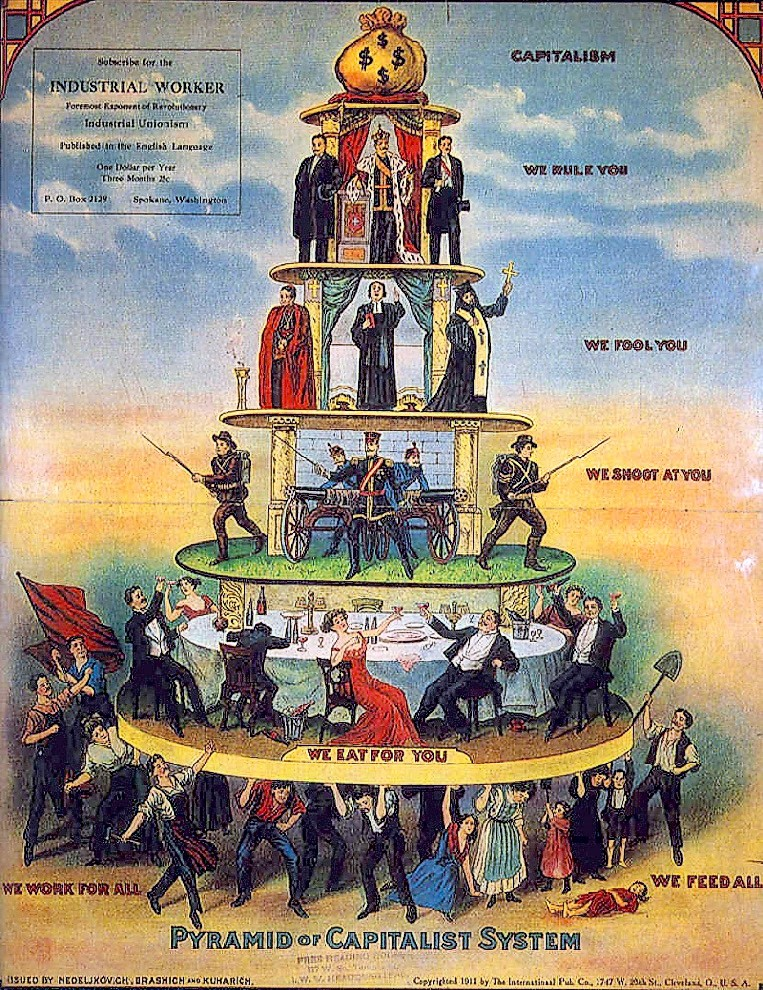
هرم نظام سرمایه‌داری، یک کاریکاتور کارتونی آمریکایی در سال ۱۹۱۱ که از یک بروشور روسی متعلق به سال ۱۹۱۱ سرچشمه گرفت.

مارکسیسم توسط کارل مارکس معرفی شد. اکثر منتقدان مارکسیستی که در دوره‌ای که از نظر زمانی می‌توان آن را دوره اولیه نقد ادبی مارکسیستی نامید، آنچه را که «مارکسیسم مبتذل» نامیده می‌شود را پذیرفتند. در این تفکر از ساختار جوامع، متون ادبی یک مشخصه‌ای از روبنا هستند که توسط پایگاه اقتصادی هر جامعه (زیربنا) مشخص می‌شوند؛ بنابراین بر اساس این دیدگاه، متون ادبی بازتابی از زیربنای اقتصادی هستند.
از نظر مارکسیست‌ها حتی ادبیات نیز خود یک نهاد اجتماعی است و بر اساس پیشینه و ایدئولوژی نویسنده، کارکرد ایدئولوژیکی خاصی دارد. تری ایگلتون، منتقد ادبی و نظریه‌پرداز فرهنگی انگلیسی، نقد مارکسیستی را این‌گونه تعریف می‌کند: «نقد مارکسیستی صرفاً یک «جامعه‌شناسی ادبیات» نیست که به چگونگی انتشار رمان‌ها و اشاره به طبقه کارگر مربوط شود. هدف آن تبیین کاملتر اثر ادبی است. و این به معنای توجه حساس به اشکال، سبک‌ها و معانی آن است. اما همچنین به معنای درک آن اشکال و معانی به عنوان محصول یک تاریخ خاص است.» در نقد مارکسیستی، مبارزه طبقاتی و مناسبات تولیدی ابزار اصلی تحلیل هستند.